# COVID-19-Pandemie in Bangladesch

Kreise nach bestätigten Infektionen.
(Stand: 30. Mai 2020)

Die COVID-19-Pandemie in Bangladesch tritt als regionales Teilgeschehen des weltweiten Ausbruchs der Atemwegserkrankung COVID-19 auf und beruht auf Infektionen mit dem Ende 2019 neu aufgetretenen Virus SARS-CoV-2 aus der Familie der Coronaviren. Die COVID-19-Pandemie breitet sich seit Dezember 2019 von China ausgehend aus. Ab dem 11. März 2020 stufte die Weltgesundheitsorganisation (WHO) das Ausbruchsgeschehen des neuartigen Coronavirus als Pandemie ein.

## Verlauf
Am 1. Februar 2020 wurden 312 bangladeschische Staatsangehörige aus Wuhan ausgeflogen. Es handelte sich überwiegend um Studenten und Doktoranden bzw. deren Familienangehörige. Die Rückkehrer wurden extensiv getestet und in Quarantäne genommen, wobei keiner positiv getestet wurde.
Am 8. März 2020 wurden die ersten COVID-19-Fälle in Bangladesch bestätigt. Es handelte sich um zwei Personen, die aus Italien zurückgekehrt waren, sowie eine Familienangehörige. In den WHO-Situationsberichten tauchten diese Fälle erstmals am 9. März 2020 auf. Am 20. März 2020 wurde im Distrikt Madaripur die erste Ausgangssperre in Zusammenhang mit der Pandemie verhängt.
Am 6. April 2020 wurden über 100 Infizierte gemeldet, eine Woche später, am 13. April, über 1.000 und weitere drei Wochen später, am 3. Mai, über 10.000 Infizierte. Schon am 14. Mai hatte sich diese Zahl verdoppelt, und eine Woche später (21. Mai) waren es über 30.000 Infizierte. Anfang Juni wurden 50.000 Infizierte gemeldet, Mitte Juni 100.000, Mitte Juli 200.000, Ende August 300.000 und Ende Oktober 400.000. Mitte März 2020 gab es den ersten Todesfall, Mitte April waren es über 100, am 25. Mai 2020 über 500 Todesfälle. Die Zahl stieg bis Mitte Juni auf 1.000 und bis Ende September auf 5.000 an.

## Statistik
Bisher gab es 513.510 positiv getestete Personen, davon 457.459 Genesene und 7.559 Verstorbene (Stand 1. Januar 2021, 10 Uhr). Auf eine Million Einwohner kommen 3.085 Infektionen und 45 Tote (Stand 27. Dezember 2020, 10 Uhr). Die Fallzahlen entwickelten sich während der COVID-19-Pandemie in Bangladesch wie folgt:

### Infektionen
Bestätigte Infektionen (kumuliert) in Bangladesch im Wochenverlauf
nach Daten der WHO

### Todesfälle
Bestätigte Todesfälle (kumuliert) in Bangladesch im Wochenverlauf
nach Daten der WHO